# ارین هیثرتون
ارین هیثرتون (به انگلیسی: Erin Heatherton) متولد ۱۱ آوریل ۱۹۸۱،  یک مدل آمریکایی می‌باشد. وی بیشتر به خاطر همکاری‌اش با کمپانی ویکتوریا سکرت شناخته شده است.